# 詹姆斯·懷亞特
詹姆斯·懷亞特 PRA（James Wyatt 1746年8月3日—1813年9月4日）是一位英格蘭建築師，是羅伯特·亞當的有力競爭者。他在1785年當選皇家藝術研究院院士，1805–1806年間擔任院長。
他曾在意大利威尼斯師從安东尼奥·维森蒂尼學習建築和繪畫，歸國之後因建造倫敦萬神殿而迅速出名。他曾負責修繕溫莎城堡，此外也以他設計的新古典主義建築和哥特復興式建築出名。

## 外部連接
- . . London: Smith, Elder & Co. 1885–1900.
- Chisholm, Hugh (编). .  (第11版). London: Cambridge University Press. 1911.
- James Wyatt's biography at Beckfordiana （页面存档备份，存于）, the website for resources on the life and work of William Beckford of Fonthill.